# Noapte înstelată
 Noapte înstelată  este o pictură în ulei pe pânză de 73,7 cm x 92,1 cm, realizată în anul 1889 de pictorul olandez Vincent van Gogh. Pictura se găsește la Muzeul de Artă Modernă din New York .

## Descriere
Unul dintre cele mai ușor de recunoscut tablouri ale lui Van Gogh are la origine un peisaj văzut de artist la Saint-Rémy-de-Provence. Liniile învolburate și formele distorsionate creează o atmosferă intens emoțională. El este unul dintre cunoscutele peisaje nocturne ale lui Vincent. El a pictat noaptea cu ajutorul unei lumânări pe care a pus-o într-o pălărie.